# Weihnachtsberg

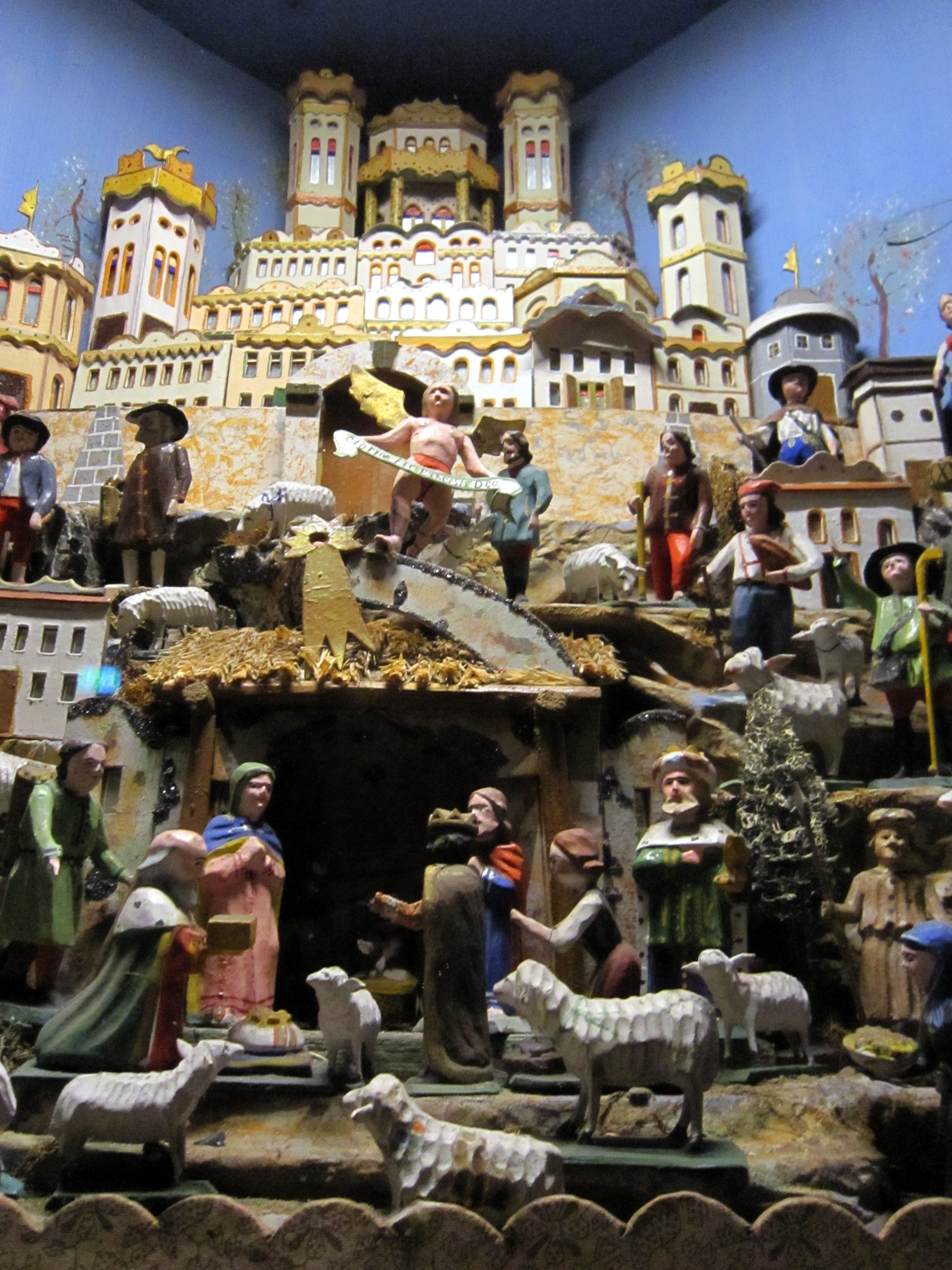
Teil eines Weihnachtsbergs in der Manufaktur der Träume

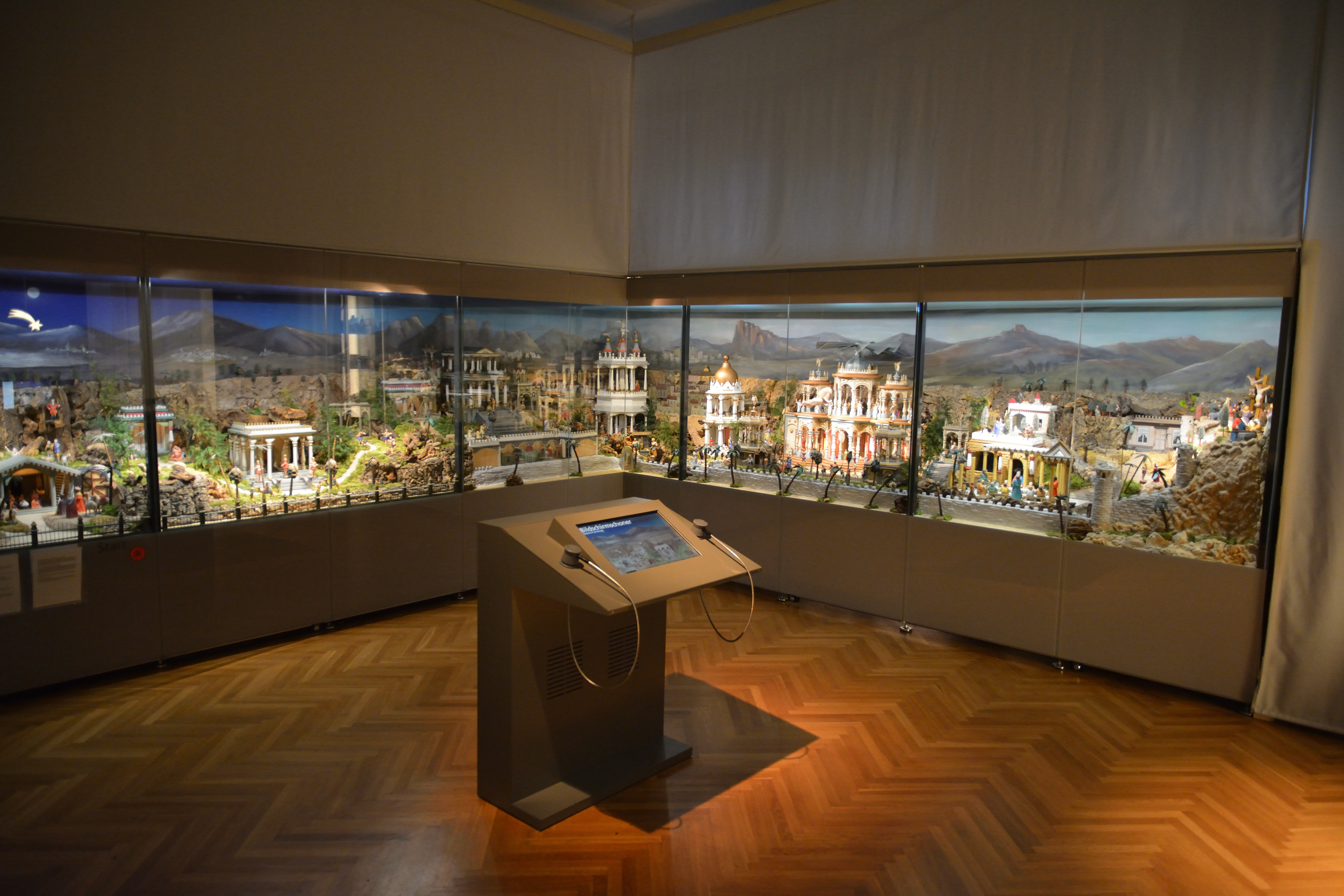
Mechanischer Weihnachtsberg von Max Vogel, Museum Europäischer Kulturen, Berlin

Ein Weihnachtsberg (im Erzgebirge auch Winkel oder Weihnachtswinkel genannt) ist eine bergähnliche Landschaftsnachbildung aus dem Erzgebirge, die während der Weihnachtszeit innerhalb des Hauses aufgestellt wird.

## Geschichte
Für einen Weihnachtsberg wird meist eine Ecke eines Raumes mit einem regalähnlichen Holzwinkel versehen, auf den das Motiv aufgebaut wird. Im mittleren Erzgebirge wurden dafür oft aus formschönen Wurzeln Berge aufgebaut, die mit Moos belegt und anschließend dekoriert wurden. Gezeigt werden Krippen-, Jagd- und Bergwerksmotive, darüber hinaus auch lokale Themen. Die eingesetzten Figuren und Maschinen werden, sofern sie beweglich ausgeführt sind, über eine Mechanik angetrieben.
Ihren Ursprung haben die Weihnachtsberge in den Buckelbergwerken des 18. Jahrhunderts, die lediglich Bergbaumotive darstellten. Im 19. Jahrhundert wurde das Weihnachtsmotiv ergänzt. Ab der Mitte des 19. Jahrhunderts wurden Weihnachtsberge/-winkel auch mit Massefiguren bestückt, da diese für den ärmeren Bevölkerungsteil eine preiswerte Alternative zu den relativ teuren geschnitzten Figuren darstellte.
Als lebendiges Kulturgut im Erzgebirge fast verloren, erfreuen sich heute Weihnachtsberge/-winkel wieder einer steigenden Beliebtheit und finden zunehmend in die privaten Haushalte zurück.

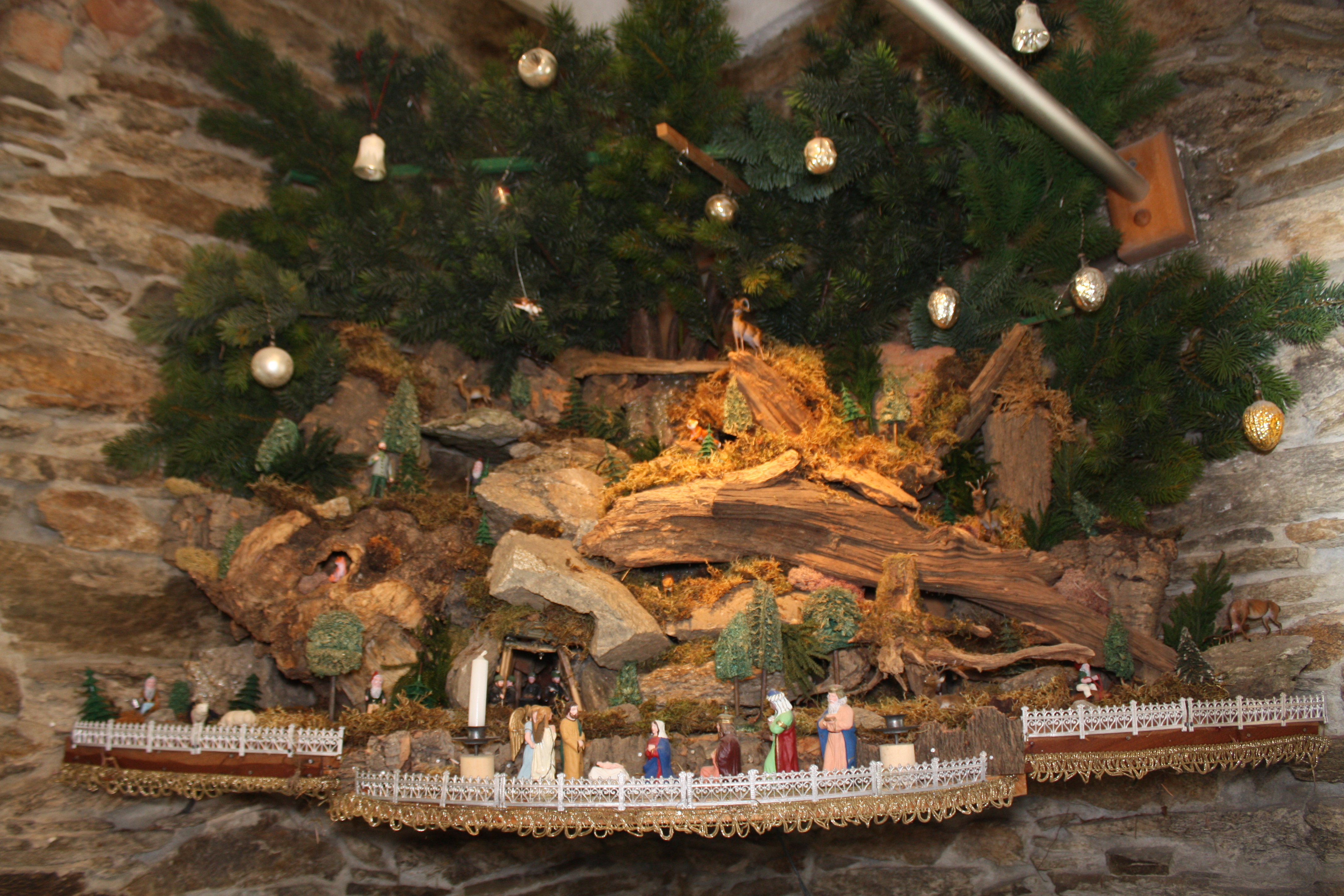
Weihnachtsberg mit Massefiguren

Im Museum für bergmännische Volkskunst in Schneeberg gab es 2008 eine Sonderausstellung von Weihnachtsbergen.

## Liste von Weihnachtsbergen
Einige Weihnachtsberge können, häufig im musealen Umfeld, besichtigt werden.
- Mechanischer Weihnachtsberg im Museum Europäischer Kulturen in Berlin
- Niederwürschnitzer Weihnachtsberg in der Gemeinde Niederwürschnitz im Erzgebirgskreis (nur in der Advents- und Weihnachtszeit zu besichtigen)
- Weihnachtsberg in Brünlos (Erzgebirgskreis)
- zwei Weihnachtsberge in der Volkskunstsammlung des Museums Knochenstampfe im Ortsteil Dorfchemnitz von Zwönitz (Erzgebirgskreis)
- Weihnachtsberg und andere Dekorationen in Dorfmuseum von Großolbersdorf im Erzgebirgskreis
- Krippenweg Erzgebirge, mit zahlreichen Weihnachts- und Heimatbergen im Erzgebirge, Vogtland und Erzgebirgsvorland[2]